# Charles-Philippe-Ferdinand Baillairgé
Pour les articles homonymes, voir Baillairgé.
Charles-Philippe-Ferdinand Baillairgé, né le 29 septembre 1826 à Québec et décédé le 10 mai 1906 à Québec, était un architecte canadien.
Dernier de la lignée d'architectes de la famille Baillairgé, après Jean, François et Thomas. Ses réalisations se concentrent surtout à Québec, parmi lesquelles la prison des Plaines d'Abraham, la terrasse Dufferin (kiosques et les lampadaires de fonte), l'édifice principal de l'Université Laval.

## Hommages
- Une avenue a été nommée à son honneur ainsi qu'un escalier public dans la ville de Québec (Ville)[4].
- Le pavillon Charles-Baillargé est une aile du Musée national des beaux-arts du Québec. Ce bâtiment fut l'ancienne prison de la ville de Québec (Ville). Il a été baptisé en son honneur car il a été dessiné par lui[5].

|  |

### Anciens hommages toponymiques
- La rue Henry-Howison portait auparavant le nom de rue Baillargé en l'honneur de Charles-Philippe-Ferdinand Baillairgé. La rue est située dans l'ancienne ville de Cap-Rouge. Le toponyme a été présent de 1986 à 2006.